# Антисимметричный тензор
В математике и теоретической физике тензор называется антисимметричным по двум индексам i и j, если он меняет знак при перестановке этих индексов:
{\displaystyle T_{ijk\dots }=-T_{jik\dots }}
Если тензор меняет знак при перестановке любой пары индексов то такой тензор называется абсолютно антисимметричным тензором. 
Для любого тензора U, с компонентами {\displaystyle U_{ijk\dots }}, можно построить симметричный и антисимметричный тензор по правилу:
{\displaystyle U_{(ij)k\dots }=(1/2)(U_{ijk\dots }+U_{jik\dots })} (симметричная часть),
{\displaystyle U_{[ij]k\dots }=(1/2)(U_{ijk\dots }-U_{jik\dots })} (антисимметричная часть),
сходно для других индексов.
Под термином «часть» подразумевается, что {\displaystyle U_{ijk\dots }=U_{(ij)k\dots }+U_{[ij]k\dots }}

## Свойства
Свёртка тензора A, который антисимметричен по индексам i и j с тензором B, который симметричен по индексам i и j, равна нулю. Доказательство:
{\displaystyle A_{(ij)k\dots }B_{[ij]k\dots }=A_{(ji)k\dots }B_{[ji]k\dots }=-A_{(ij)k\dots }B_{[ij]k\dots }=0.}
Важный антисимметричный тензор в физике — тензор электромагнитного поля F в электромагнетизме.